# Битка код Пашендала
Битка код Пашендала позната и као Трећа битка код Ипра била је једна од највећих битака Првог светског рата. Битка се водила за контролу села Пашендал близу белгијског града Ипра у западној Фландрији. План је био да се направи рупа у немачким линијама и да се напредује до белгијске обале и заузму немачке подморничке базе. Створио би се коридор, а осим тога смањио би се притисак на француске снаге. После неуспеха Нивелове офанзиве у француској армији је морал пао на најниже гране, да је запретило да читаве дивизије постану безвредне за вођење рата.
Земља на којој се одвијала битка била је некадашња мочвара, тако да је било влажно и кад није било киша. Жестока британска артиљеријска припрема изорала је земљу, а јаке кише од августа па надаље створиле су непроходан терен дубоког муља, у коме се удавио непознат број војника. И новији тенкови нису могли да се крећу. Немци су били добро укопани у ровове. Канадски војници су на крају заузели Пашендал, али укупни губици савезника су били око пола милиона жртава, а Немци су имали четврт милиона жртава. После три месеца тешких борби канадски корпус је заузео Пашендал 6. новембра 1917.

## Избочина Месина
У Првој бици код Ипра Немци су освојили избочину Месина јужно од Ипра, па су савезнички џепови били изложени немачкој артиљерији, која се налазила на вишем терену. Савезнички главни командант маршал Даглас Хејг одлучио је да се пробије фронт и да се заузму немачке подморничке базе на белгијској обали. Успех операције не би само резултовао заузимањем подморничких база, него би и скратио савезничке линије и евентуално заробио бројну немачку војску у замку иза новоформираних линија.
Инжењери са обе стране бушили су тунеле испод Месина избочине од 1915, а до пролећа 1917. Британци су поставили 21 џиновску мину са укупно 450 тона снажног експлозива амонала. После најинтензивније артиљеријске ватре целог рата савезничке мине су детониране у 3:10 7. јуна 1917. Говорило се да се експлозија мина чула до Лондона и Даблина и то је до тада била најјача бука коју је човек створио. Две мине нису експлодирале, а једна од њих је експлодирала током олује 17. јула 1955.
Након експлозија мина девет савезничких дивизија је напало уз подршку 72 Марк IV тенка. Постигли су почетне циљеве због ефекта експлозије великих мина и чињенице да су немачке резерве биле предалеко да би интервенисале. Даглас Хег је наредио генералу Плумеру да настави са битком, али требало је одгодити даље нападе док се не консолидује положај на стратешкој Месина избочини.

## Јул и август 1917.
У другој фази акције генерал Хуберт Гуг је командовао нападима да се осигура контрола над Гелувел платоом над Ипром. Огромна артиљерија је започела четвородневно гранатирање, али Немци су препознали следећи циљ напада, па су новом војском ојачали одбрану у том подручју. У јулу су Немци по први пут користили бојни отров иперит. Нападао је осетљиве делове тела, стварајући пликове, изазивајући оштећења плућа и очију, слепоћу (понекад привремену) и велике болове.
Проблем са офанзивним операцијама у том подручју је био канал Исер, али заузет је 27. јула када су савезници затекли празне немачке ровове. Савезници су четири дана касније започели офанзиву на Пилкем узвишењу и напредовали су 2.000 m, али имали су 32.000 мртвих, рањених или несталих у тој само једној акцији. Стално гранатирање је уништило канале за одвод сувишне воде у том подручју, тако да је након несезонски јаке кише читаво подручје било претворено у муљ и кратере испуњене водом. Војници су кретали на фронт преко дасака послаганих по муљу. Пошто су војници често носили и до 45 килограма опреме лако се могло десити да упадну у муљ и да се удаве пре него што би их неко спасио. Дрвеће у подручју је остало и без лишћа и без грана. Лешеви претходно сахрањених војника често би израњали из муља због кише или гранатирања.

## Септембар 1917.
Страшно невреме са великим кишама у августу спречило је велике нападе, па се у септембру и октобру примењује нова стратегија позната као „загризи и задржи“. Идеја је била да се постижу мали добици, који се могу задржати кад уследи контранапад. Херберт Плумер постаје заповедник те офанзиве. У подручју се концентровало 1295 топова, приближно један топ на 5 m фронта. После масивног гранатирања савезници су 20. септембра у бици на Менин друму напали и успели задржати свој циљ, који је представљао добијање 1500 m. Издржали су и контранапад и имали су 21.000 жртава. Немци су имали до тога времена већ полутрајну фронталну линију са дубоким рововима и бункерима и подршком артиљерије, која је прецизно деловала по ничијој земљи. Савезници су 2.000 m нових напредовања у Полигон Вуду платили са 30.000 жртава. Британска линија је постала изложена са Пашендал избочине, која је отада постала значајан циљ. Савезници су врло мало напредовали 9. октобра код Поелкапела, где је исцрпљена војска морала да се повлачи за време контранапада.

## Прва битка код Пашендала
Прва битка код Пашендала започела је 12. октобра 1917. савезничким покушајем да освоје терен око Поелкапела. Велика киша је поново успоравала кретање, а тешка артиљерија није могла због муља да приђе ближе линији фронта. Савезничка војска је била уморна, а морал је опао. Против добро припремљене немачке одбране имали су минималне добитке поново уз велике жртве од 13.000 војника. До тога тренутка из строја је избачено 100.000 савезничких војника са минималним територијалним добитком и без стратешког пробоја.

## Друга битка код Пашендала
До тога тренутка две дивизије канадског корпуса су дошле на линију фронта да замене снаге аустралијско-новозеландског корпуса, које су се јако осуле. После успеха у бици код избочине Вими и бици за коту 70. Канађани су уживали репутацију елитне војске и слани су на најтеже задатке. Када су стигли Канађани канадски главнокомандујући генерал Артур Кири изразио је мишљење да ће циљ коштати 16.000 жртава. Док је Кири то сматрао изузетно великим бројем у упоредби са циљем операције, маршал Даглас Хег је то упоредио са већ огромним губицима савезника током година ратовања и наредио је да почне напад.
Канађани су се средином октобра нашли на првој линији, а 26. октобра започела је Друга битка код Пашендала са 20.000 војника 3. и 4. канадске дивизије, који су напредовали према брду из џепа, у коме су се налазили. Савезници су неколико стотина метара напредовања платили са 12.000 жртава. Као појачање су дошле две британске дивизије, па је друга офанзива почела 30. октобра и тада су заузели место Пашендал. Пет дана су држали Пашендал под непрекидним немачким гранатирањима и контранападима. До 6. новембра, када је стигло друго појачање канадске две дивизије су остале без 80% војника. Као замена дошле су 1. и 2. канадска дивизија. Немачка војска је још увек држала подручје у прстену, тако да је ограничени напад преосталих војника 3. дивизије омогућио 1. дивизији да доста напредује и да заузме важне тачке. Један таква акција је било заузимање коте 52. Даљи напади 2. дивизије потиснули су Немце са обронака источно од града, па су савезници држали узвишење.

## Последице
Због Треће битке код Ипра није било довољно резервне војске да би се искористио савезнички успех у бици код Камбраја. У бици код Камбраја први пут пробој је изведен масивном употребом тенкова. Победа код Камбраја повратила је пољуљано поверење британске владе у коначну победу. Политичари више нису били спремни да дају нову војску, да би и она била жртвована, као и претходна. Због тога је британска војска постала осетљива на немачки напад. Велика немачка офанзива започела је у пролеће 1918. Операција Мишел почела је 21. марта 1918., а подржавајућа операција која је постала битка код Лиса почела је 9. априла. Немци су вратили све што су изгубили у пасендалу и напредовали су 6 mi (9,7 km). Пашендал симболизује ужасну природу великих битака Првог светског рата. Немци су изгубили 270.000 војника, а Британска Империја 300.000. Ваздушне фотографије су показивале милион рупа од граната на 1 квадратну миљу (2,56 km²).